# Artis Ābols
Artis Ābols (ur. 3 stycznia 1973 w Rydze) – łotewski hokeista, reprezentant Łotwy, trener.
Jego syn Rodrigo Ābols (ur. 1996) także został hokeistą.

## Kariera zawodnicza
- RASMS Riga (1990–1992)
- Pardaugava 2 Riga (1991–1992, 1994/1995)
- Stars 2 Riga (1992)
- Pardaugava Riga (1992–1995)
- Essamika Ogre (1995–1996)
- Nittorps IK (1996–1997)
- Odense Bulldogs (1997–1998)
- Hermes (1998)
- Jokipojat (1998–1999)
- HK Liepājas Metalurgs (1999)
- IK Nyköpings NH 90 (1999–2002)
- Vojens Lions (2002–2003)
- IK Nyköpings NH 90 (2003)
- HK Riga 2000 (2003–2008)
- HK Ozolnieki/Monarchs (2010–2013)

Poza występami w drużynach łotewskich był też zawodnikiem klubów w rozgrywkach szwedzkiej Division 2 i Allsvenskan, superligi duńskiej, fińskich I-divisioona.
W barwach reprezentacji Łotwy uczestniczył w turniejach mistrzostw świata edycji 1993 (Grupa C), 1999, 2000, 2001, 2002 (Elita).

## Kariera trenerska
- Dinamo Ryga (2008–2012), asystent trenera
- Dinamo Ryga (2012–2015), główny trener
- Reprezentacja Łotwy (2011–2012, 2016–2022), asystent trenera
- Łada Togliatti (2015), asystent trenera
- Łada Togliatti (2015–2018), główny trener
- Dinamo Ryga (2018–2020), asystent trenera
- HK Zemgale (2020–), główny trener
- Reprezentacja Łotwy do lat 20 (2021–), główny trener

Po zakończeniu kariery zawodniczej podjął pracę trenerską. Od 2008 był asystentem w sztabie Dinama Ryga w elitarnych rosyjskich rozgrywkach KHL. Od listopada 2012 był tam tymczasowym głównym trenerem, a od kwietnia 2013 do 2015 etatowym pierwszym szkoleniowcem. Od czerwca 2015 był asystentem w sztabie rosyjskiej Łady Togliatti także w KHL, gdzie od listopada tego roku został awansowany na głównego trenera. Po trzech sezonach odszedł stamtąd w kwietniu 2018. Od połowy 2018 do kwietnia 2020 ponownie był asystentem w Dinamie Ryga. W 2020 został szkoleniowcem HK Zemgale w lidze łotewskiej. Drużyna ta w sierpniu 2022 została przyjęta do fińskich rozgrywek drugiego poziomu Mestis.
W okresie swojej pracy klubowej był też zatrudniony w łotewskiej federacji. Wraz z seniorską reprezentacją pełnił funkcję asystenta trenera w turniejach mistrzostw świata edycji 2012, 2017, 2018, 2019, 2021, 2022. W sezonie 2020/2021 był tymczasowo głównym trenerem w turnieju Deutschland Cup 2020. Z kadrą Łotwy do lat 20 jako główny trener brał udział w turnieju mistrzostw świata juniorów do lat 20 edycji 2022.

## Osiągnięcia

### Zawodnicze klubowe
- Złoty medal mistrzostw Łotwy: 1993 z Pardaugava Riga, 2004, 2005, 2006, 2007 z HK Riga 2000
- Srebrny medal mistrzostw Łotwy: 1996 z Essamika Ogre, 2011, 2012 z HK Ozolnieki/Monarchs
- Drugie miejsce w Pucharze Kontynentalnym: 2008 z HK Riga 2000

### Szkoleniowe klubowe
- Puchar Nadziei: 2013 z Dinamem Ryga
- Srebrny medal mistrzostw Łotwy: 2021 z HK Zemgale
- Złoty medal mistrzostw Łotwy: 2022 z HK Zemgale